# 1679 en science
| Années de la science : 1676 - 1677 - 1678 - 1679 - 1680 - 1681 - 1682    |
| Décennies de la science : 1640 - 1650 - 1660 - 1670 - 1680 - 1690 - 1700 |

Cet article présente les faits marquants de l'année 1679 en science.

## Événements

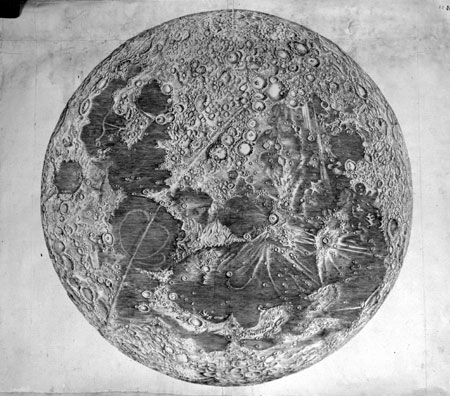
Carte de la Lune de Cassini.

- 12 février : l'astronome Cassini présente sa Carte de la Lune à l'Académie des Sciences, publiée en 1680[1].
- 17 février : fin de la collaboration entre  Denis Papin et Robert Boyle, commencée le 17 juillet 1676 à Londres[2] ; Denis Papin met au point le digesteur pour lequel il met au point le dispositif de la soupape de sécurité[3].

- Pierre-Paul Riquet entreprend la construction du tunnel de Malpas, premier tunnel-canal creusé[4].
- Antoni van Leeuwenhoek décrit les striations des fibres musculaires[5].

## Publications
- Edme Mariotte : De la nature de l’air.
- Jean Picard : Connaissance des temps ou des mouvements célestes.
- Fermat : Varia opera mathematica.
- Début de la publication annuelle par Jean Picard de la Connaissance des temps la plus ancienne des éphémérides astronomiques encore publiée.

## Naissances

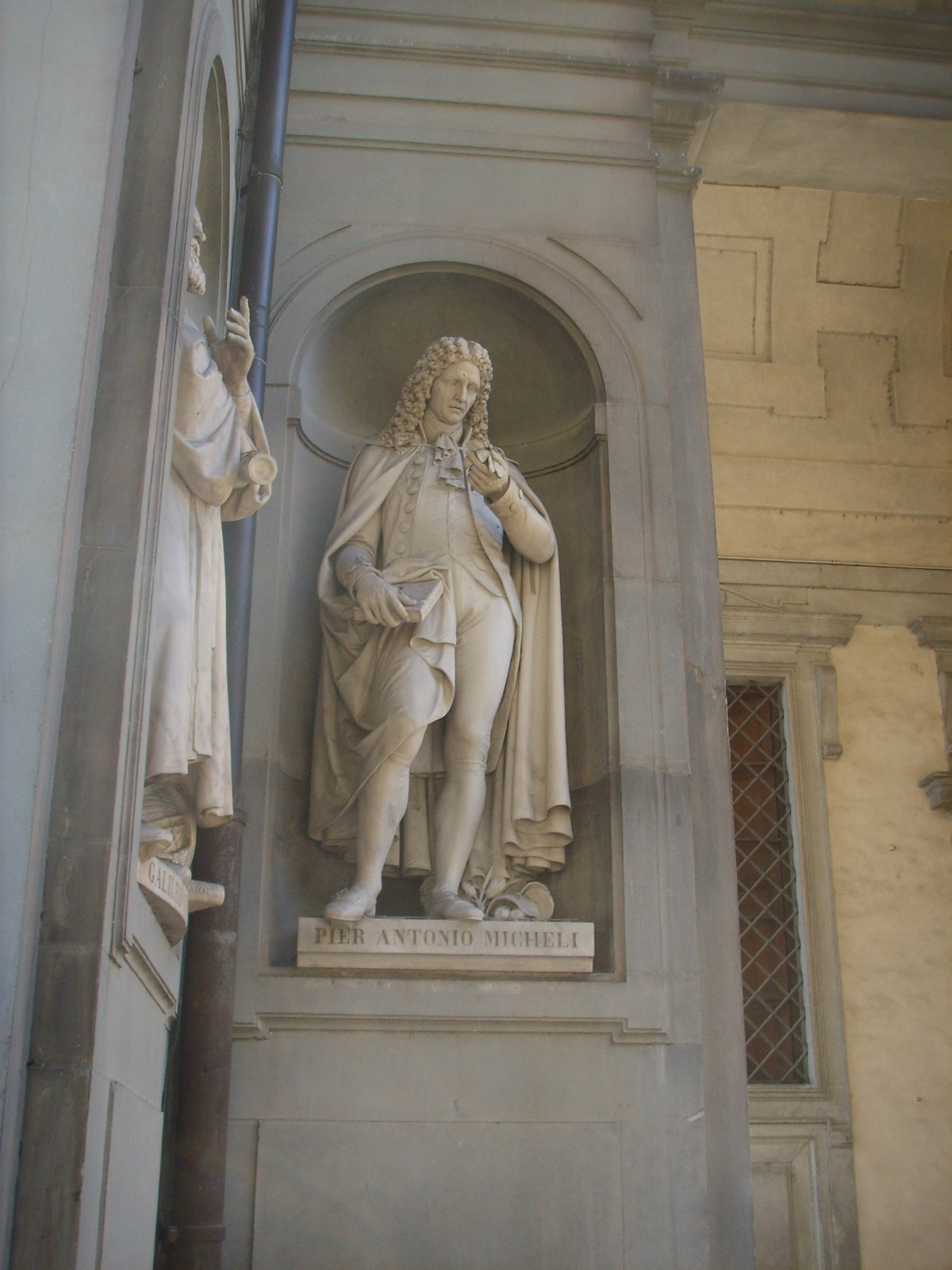
Statue de Pier Antonio Micheli sur le piazzale des Offices à Florence

- 24 janvier : Christian Wolf (mort en 1754), philosophe, juriste et mathématicien allemand.
- 26 mai : Magnus von Bromell (mort en 1731), médecin suédois.
- 11 décembre : Pier Antonio Micheli (mort en  1737), mycologue italien.

## Décès
- 14 janvier : Jacques de Billy (né en 1602), jésuite et mathématicien français.
- 21 janvier : Henri Louis Habert de Montmor (né vers 1600), érudit et homme de lettres français.
- 14 avril :José Zaragoza (né en 1627), mathématicien et astronome espagnol.
- 31 décembre : Giovanni Alfonso Borelli (né en 1608), scientifique Italien.

- Philippe Mallet (né en 1606), mathématicien français.